# Ахунов, Наиль Мирсаитович
Наи́ль Мирсаи́тович Аху́нов (5 ноября 1930, деревня Калинино, Высокогорский район Татарская АССР — 4 августа 1989, Минск, Белорусская ССР) — советский военачальник, генерал-лейтенант (27.10.1977). Первый заместитель командующего войсками и член военного совета Среднеазиатского военного округа (1981—1984), депутат Верховного Совета Белорусской ССР (1980).

## 1938-40 годы — учился в Михайловской начальной школеКрасноармейского районаТатарской АССР.
- 1940-48 годы — учился в Заинском районе Татарской АССР.
- 1947 год — стал членом ВЛКСМ.
- 1948-51 годы — учился в Орловском танковом ордена Ленина, Краснознамённое училище имени М. В. Фрунзе в Ульяновске.
- 1951-65 годы — служил в Закавказском, Сибирском военных округах и Южной группе войск.
- 1956 год — стал членом КПСС.
- 1965 год — окончил Военную академию имени М. В. Фрунзе.
- 1970-72 годы — учился в Военной академии Генерального штаба имени К. Е. Ворошилова.
- 1972-75 годы — командир 120-й гвардейской мотострелковой дивизии Белорусского военного округа.
- с 6.10.1975 — начальник штаба — первый заместитель командующего 7-й Краснознаменной танковой армией БВО.
- с 17.06.1976 — командующий 7-й Краснознаменной танковой армией БВО.
- с ноября 1981-84 годы — первый заместитель командующего войсками и член военного совета Среднеазиатского военного округа.
- 1975, 1977, 1979 годы — избирался в Минский городской и Минский областной Советы.
- 1980 год — избран депутатом в Верховный Совет Белорусской ССР.
- 1984-89 годы — занимал должности в органах управления Объединённых вооруженных сил государств — участников Варшавского договора.
- Умер 4 августа 1989 года. Похоронен на Северном кладбище в Минске, Республика Беларусь.

## Семья
супруга Эмма Мамедовна

## Награды
- Орден Ленина
- Орден Красного Знамени
- Орден Кутузова 2-й степени (04.11.1981)
- Орден Красной Звезды
- Орден «За службу Родине в Вооружённых Силах СССР» 3-й степени
- медали СССР